# 4-й стрелковый Императорской фамилии лейб-гвардии полк
Ле́йб-гва́рдии 4-й стрелко́вый Импера́торской Фами́лии по́лк (до 1910 года — батальон) — стрелковый полк Русской императорской гвардии.
Полковой праздник — 6 декабря (день Святителя Николая Чудотворца).

## Организационные этапы существования полка
25 октября (6 ноября) 1854 года император Николай I повелел сформировать на время Крымской войны из крестьян императорских уделов Новгородской, Архангельской и Вологодской губерний Стрелковый полк императорской фамилии. Сформирован полк был 21 июля (2 августа) 1855 года.
В 1856 году полк стрелков был причислен к гвардейскому корпусу на правах молодой гвардии, а 1 (13) октября он был расформирован на мирное время. Офицеры и нижние чины поступили на сформирование Лейб-гвардии стрелкового Императорской Фамилии батальона, который был расквартирован в Гатчине.
5 (17) марта 1857 года был установлен штат мирного времени: 4 фельдфебеля, 4 каптенармуса, 80 унтер-офицеров, 21 горнист, 96 ефрейторов и 820 рядовых.
31 августа (12 сентября) 1870 года батальон был отчислен в состав вновь сформированной Гвардейской стрелковой бригады под командованием Великого князя Владимира Александровича, а 20 августа (1 сентября) 1871 года он был переименован в лейб-гвардии 4-й стрелковый Императорской Фамилии батальон.
16 (29) мая 1910 года батальон был развёрнут в двухбатальонный лейб-гвардии 4-й стрелковый Императорской Фамилии полк.
В 1917 году полк стал именоваться Гвардии 4-м стрелковым полком, с 24 июня 1917 года Гвардии 4-й стрелковый полк СМЕРТИ, в 1918 году он был расформирован.
Летом 1919 года представлен ротой в Стрелковом батальоне 2-го Сводно-гвардейского полка, 12 октября 1919 года две его роты вошли во 2-й батальон в Сводном полку Гвардейской стрелковой дивизии. В Русской Армии с августа 1920 года составлял роту в 4-м батальоне Сводного гвардейского пехотного полка.

## Участие в походах и боевых действиях
В декабре 1855 года стрелковый полк был выдвинут в Одессу для прикрытия города на случай высадки англо-французского десанта. Однако с первых же дней начались заболевания тифом: за 4 месяца стоянки полк потерял 1 001 человека личного состава (из 3 200 численного состава), при этом ни разу не участвовал в боевых действиях.
В 1863 году батальон принимал участие в подавлении польского восстания, находясь в Виленском военном округе.
Батальон участвовал в Русско-турецкой войне 1877—1878 годов.
Участвовал в боях Первой мировой войны; в июле 1915 года полк был активным участником сражения под Красноставом.

## Знамя полка
На знамени, образца 1857 года, крест был жёлтым, углы полотнища чёрно-белыми. На диагоналях знамени были нашиты тонкие оранжевые полоски. В центре, в оранжевом круге, находился государственный герб. В левом верхнем и правом нижнем углах находились знаки отличия в виде двух медальонов с ополченческим крестом с вензелем Николая I; в двух оставшихся углах — медальоны императора Александра II.
В 1860 году батальону было пожаловано знамя гвардейского образца: крест жёлтый, медальоны малиновые, шитьё золотое, со знаками отличия. Древко чёрное. Навершие образца 1875 года.
Приказом от 17 (29) апреля 1878 года (грамота от 6 [18] июня) Лейб-гвардии стрелковому батальону было пожаловано Георгиевское знамя образца 1876 года. На знамени надпись: «За отличіе въ Турецкую войну 1877 и 1878 годовъ».
На начало Первой мировой войны знамя было в плохом состоянии. После войны было вывезено офицерами полка за рубеж.

## Полковая церковь
После размещения в Царском Селе в 1864 году стрелковый батальон получил для казарм здания бывшей Офицерской стрелковой школы, где находился храм Святого Благоверного князя Александра Невского. Иконы для одноярусного деревянного золочёного иконостаса были написаны на полотне художником Н. А. Лавровым. В самом храме находились памятные доски из чёрного мрамора: с именами погибших в Русско-турецкую войну 1877—1878 годов; с именем убитого в ту же войну герцога Сергея Максимилиановича Лехтейнбергского; с именем убитого в 1905 году великого князя Сергея Александровича. Кроме того, в церкви сохранялось пожалованное батальону Георгиевское знамя. Среди икон находился образ Явления Божией Матери преподобному Сергию Радонежскому, написанный по воле царя Феодора Иоанновича на кипарисовой доске от раки преподобного. После ремонта в 1909 году храм был расписан древнегреческим орнаментом.
2 (15) мая 1913 года во дворе казарм протоиереем Георгием Шавельским в присутствии императора Николая II была торжественно заложена новая каменная полковая церковь во имя святителя Николая Чудотворца. Храм сооружался в память 300-летия дома Романовых. Архитектор Е. И. Константинович разработал проект четырёхпрестольного двухъярусного храма в стиле костромского церковного зодчества XVI—XVII веков. В ещё возводимом храме в 1915—1916 годах была устроена усыпальница для офицеров полка, погибших в Первую мировую войну, где в начале 1917 года появились первые захоронения. К началу 1918 года церковь была построена до уровня куполов, после чего строительство остановилось.
27 сентября 1919 года была закрыта старая полковая церковь. В её помещении разместился актовый зал Пушкинского филиала Военно-морского инженерного института. Строившийся храм был частично разрушен во время освобождения Пушкина в начале 1944 года и окончательно снесён в начале 1950-х годов. На его месте в 1956 году был установлен памятник В. И. Ленину.

## Форма полка
…Пожилой немец с ласковым добродушием помогал Николаю облачаться в малиновую, русского покроя рубаху с золотыми пуговками по вороту и груди и поверх неё в просторный тёмно-зелёный кафтан с золотым галуном — форму лейб-гвардии стрелкового императорской фамилии батальона, сегодняшний выбор самодержца.— Сергеев А. С. Стерегущий М.:«Молодая гвардия, 1957

### Знаки различия
Ниже представлены знаки различия:
- Поперечная нашивка на погоне фельдфебеля Первый или Четвертый лейб-гвардейские стрелковые полки
(погон образца 1914 года).

## Личный состав

### Шефы полка
Шефы или почётные командиры формирования:
| Шефы батальона (полка)               | Шефы батальона (полка)                                        |
| ------------------------------------ | ------------------------------------------------------------- |
| 1 октября 1856 — 1 марта 1881        | Император Александр II                                        |
| 2 марта 1881 — 21 октября 1894       | Император Александр III (с 28 октября 1866 — 2-й шеф)         |
| 2 ноября 1894 — 4 марта 1917         | Император Николай II                                          |
| Шефы отдельных рот батальона (полка) |                                                               |
| 22 июля 1855 — 1 октября 1856        | шеф 1-го батальона — Великий князь Константин Николаевич      |
| 22 июля 1855 — 1 октября 1856        | шеф 2-го батальона — Великий князь Николай Николаевич Старший |
| 22 июля 1855 — 1 октября 1856        | шеф 3-го батальона — Великий князь Михаил Николаевич          |
| 1 октября 1856 — 18 января 1892      | шеф 2-й роты — Великий князь Константин Николаевич            |
| 1 октября 1856 — 26 апреля 1891      | шеф 3-й роты — Великий князь Николай Николаевич Старший       |
| 1 октября 1856 — 5 декабря 1909      | шеф 4-й роты — Великий князь Михаил Николаевич                |
| 27 декабря 1905 — 2 июня 1915        | шеф 2-й роты — Великий князь Константин Константинович        |
| 27 декабря 1905 — 4 марта 1917       | шеф 3-й роты — Великий князь Николай Николаевич Младший       |

### Командиры полка
Командующий в дореволюционной терминологии означал временно исполняющего обязанности начальника или командира.
| Командиры батальона (полка)       | Командиры батальона (полка) |
| --------------------------------- | --- |
| 28 ноября 1854 — 3 октября 1856   | полковник (с 20.08.1855 флигель-адъютант) Арбузов, Дмитрий Алексеевич                                                          |
| 1 октября 1856 — 10 марта 1858    | флигель-адъютант полковник светлейший князь Голицын, Борис Дмитриевич                                                          |
| 10 марта 1858 — 31 января 1859    | командующий подполковник граф Гурьев, Александр Николаевич                                                                     |
| 31 января 1859 — 8 марта 1861     | флигель-адъютант подполковник (с 17.04.1859 полковник) граф Левашов, Николай Васильевич                                        |
| 12 марта 1861 — 30 августа 1863   | флигель-адъютант полковник (с 16.06.1863 Свиты Его Величества генерал-майор) Чертков, Григорий Иванович                        |
| 30 августа 1863 — 5 марта 1868    | подполковник (с 08.01.1864 полковник, с 06.12.1864 флигель-адъютант) Давыдов, Сергей Львович                                   |
| 5 марта 1868 — 17 апреля 1876     | полковник (с 30.08.1870 флигель-адъютант) Челищев, Алексей Александрович                                                       |
| 17 апреля 1876 — 7 апреля 1879    | полковник (с 06.12.1876 флигель-адъютант, с 12.04.1878 Свиты Его Величества генерал-майор) граф Клейнмихель, Владимир Петрович |
| 17 апреля 1879 — 19 декабря 1883  | флигель-адъютант полковник князь Барятинский, Владимир Анатольевич                                                             |
| 30 декабря 1883 — 7 сентября 1887 | флигель-адъютант полковник граф Келлер, Фёдор Эдуардович                                                                       |
| 7 сентября 1887 — 30 января 1893  | полковник (с 30.08.1889 генерал-майор) Евреинов, Александр Александрович                                                       |
| 10 февраля 1893 — 24 ноября 1894  | генерал-майор граф Шувалов, Павел Петрович                                                                                     |
| 24 ноября 1894 — 21 мая 1898      | генерал-майор Павловский, Николай Акимович                                                                                     |
| 21 мая 1898 — 14 мая 1901         | генерал-майор Тыртов, Константин Петрович                                                                                      |
| 14 мая 1901 — 18 февраля 1905     | генерал-майор барон Фитингоф, Евгений Эмильевич                                                                                |
| 19 февраля 1905 — 19 декабря 1906 | флигель-адъютант полковник принц Ольденбургский, Пётр Александрович                                                            |
| 19 декабря 1906 — 3 мая 1910      | генерал-майор Чернавин, Всеволод Владимирович                                                                                  |
| 25 августа 1910 — 22 апреля 1915  | генерал-майор (с 06.05.1912 в Свите Его Величества) Гольтгоер, Константин Александрович                                        |
| 22 апреля 1915 — 5 апреля 1917    | флигель-адъютант полковник (с 21.05.1915 Свиты Его Величества генерал-майор) Скалон, Михаил Николаевич                         |
| 5 апреля 1917 — 8 мая 1917        | командующий полковник Драгомиров, Александр Михайлович                                                                         |
| 8 мая 1917 — 15 августа 1917      | командующий полковник Лебедев, Дмитрий Дмитриевич                                                                              |
| 15 августа 1917 — декабрь 1917    | командующий полковник Мерцедин, Константин Константинович                                                                      |

### Известные люди, служившие в полку
Наименование батальона предполагало зачисление в списки батальона всех великих князей. В гатчинский период были зачислены: Николай Николаевич Младший, Сергей Александрович, Константин Константинович, Николай Михайлович, Дмитрий Константинович, Павел Александрович, Георгий Михайлович и Пётр Николаевич.
- Богацевич, Максим Пантелеймонович — участник Кавказских и Туркестанских походов
- Богданович, Евгений Васильевич — генерал от инфантерии, один из создателей Союза Русского Народа
- Васильчиков, Георгий Сергеевич — подпоручик, Георгиевский кавалер
- Зальца, Антон Егорович — генерал от инфантерии
- Искерский, Карл Карлович — в 1862 — 1877 годах был старшим лекарем формирования.
- Кобылинский, Евгений Степанович — полковник, начальник охраны Императорской Фамилии в Тобольске
- Фон Кубе, Фёдор Фёдорович — адъютант великого князя Андрея Владимировича
- Путятин, Сергей Михайлович — князь, муж Великой Княгини Марии Павловны
- Святополк-Мирский, Дмитрий Петрович — князь, русский литературовед, литературный критик, публицист
- Толстой, Алексей Константинович — граф, писатель
- Толстой, Лев Львович — писатель и публицист
- Чернавин, Вячеслав Владимирович — заведующий в 1897—1904 годах делами их императорских высочеств князей Кирилла, Бориса и Андрея Владимировичей
- Голицын, Константин Александрович — возможный прототип героя романса «поручик Голицын» из так называемого «Белогвардейского цикла». В составе Добровольческой армии генерала Деникина штабс-капитан Голицын командовал сводной ротой, состоящей из бывших стрелков полка Императорской фамилии, после расформирования последнего.